# یواس‌اس هورن‌بیل (ای‌ام‌اس-۱۹)
یواس‌اس هورن‌بیل (ای‌ام‌اس-۱۹) (به انگلیسی: USS Hornbill (AMS-19)) یک کشتی بود که طول آن ۱۳۶ فوت (۴۱ متر) بود. این کشتی در سال ۱۹۴۳ ساخته شد.